# La Bataille du rail (film, 1946)
Pour les articles homonymes, voir La Bataille du rail.
Pour plus de détails, voir Fiche technique et Distribution.
La Bataille du rail est un film français de René Clément, sorti en 1946.

## Synopsis
Ce film retrace la résistance des cheminots français pendant la Seconde Guerre mondiale et leurs efforts (sabotage des trains et des voies) pour perturber la circulation des trains pendant l'occupation nazie.
René Clément y exalte l'image héroïque du cheminot résistant et raconte les sabotages ferroviaires et autres actions clandestines, pendant l’occupation allemande, des employés des chemins de fer de la nouvelle SNCF.

## Fiche technique
- Titre français : La Bataille du rail
- Titre anglais : The Battle of the Rails
- Réalisation : René Clément
- Scénario : René Clément, Colette Audry
- Musique : Yves Baudrier
- Photographie : Henri Alekan
- Montage : Jacques Desagneaux
- Société de production : Coopérative générale du cinéma français
- Société de distribution : LCJ Éditions et Productions
- Pays de production :  France
- Langue originale : français
- Format :  noir et blanc — 35 mm — 1,37:1 — son mono
- Genre : drame
- Durée : 82 minutes
- Date de sortie :
  - France : 27 février 1946

## Distribution
- Charles Boyer : le narrateur
- Jean Clarieux : Lampin, le mécanicien qui balance son train dans la vallée
- Jean Daurand : un cheminot
- Howard Vernon : le surveillant allemand à la pipe
- Lucien Desagneaux : M. Roussel, chef du PC, alias Athos
- François Joux  : un cheminot
- Pierre Latour : l'officier cheminot allemand mécontent du bureau de la Transport Kommandantur
- Tony Laurent : le cheminot régulateur du PC, alias Camargue
- Robert Leray : le maquisard au téléphone
- André Miller : un cheminot allemand, chef de la Deutsche Reichsbahn, surveillant la grue de relevage
- Léon Pauléon : le chef de la gare de Saint André
- Pierre Lozach : le cheminot ptit'Louis, traducteur et saboteur à la perceuse
- Pierre Mindaist : un cheminot
- Fernand Rauzena : le cheminot français ingénieur en chef
- Michel Salina : le directeur
- François Joux : le maquisard à lunettes tireur bazooka
- Max Woll : l'officier allemand tenant un discours de propagande sur une locomotive
- Frédéric Mariotti : Jules, le mécanicien retraité
- Marcel Barnault : un cheminot résistant jouant aux cartes au bistrot
- Les cheminots de France
- Suzanne Le Caer : la seule femme qui parle

## Genèse
René Clément a produit en 1943 le court métrage Ceux du Rail.

## Tournage
René Clément fait du repérage sur la ligne de Guingamp à Lannion dès la fin de 1944. Le tournage a lieu de début avril à septembre 1945 entre les communes de Plouaret, Trégrom, Lannion, Guingamp et la gare de Saint-Brieuc. De nombreuses scènes sont également tournées à Château-du-Loir dans la Sarthe et Dissay-sous-Courcillon (Gare de Saint-André).
Dans la scène d'ouverture du film, la voix sur les quais annonce la gare de Chalon-sur-Saône. En fait, la scène a été tournée en Gare de Saint-Brieuc.
La scène du déraillement du train militaire allemand roulant à courte distance (« serré sur les signaux ») derrière le train blindé Apfelkern a été tournée à la sortie de la gare de Trégrom dans les Côtes du Nord, en direction de Rennes, sur un remblai qui enjambe le fleuve le Léguer (48°36'18N - 3°24'56O). Pour la scène, le train roule à contrevoie. La scène a été réalisée sans trucage, c'est un vrai train qui est lancé dans la vallée.
Les munitions utilisées pour les scènes de bataille sont de vraies balles, les munitions réelles étant plus faciles à trouver que les munitions à blanc.
Lors du tournage, le wagon transportant le camion servant d'atelier de sonorisation du film se dérobe du convoi de tournage, part à la dérive sur une voie en pente, franchit  les sept passages à niveau non fermés vers Lannion, malgré les tentatives infructueuses des cheminots de le ralentir sur des voies de garage en gare de Lannion, le wagon finit sa course en brisant un butoir, franchissant le mur de la gare et s'écrasant à près de 70 km/h sur la place du marché de Lannion et tout cela miraculeusement sans blessé à déplorer.
Les locomotives que l'on peut voir dans le film sont entre autres les locomotives à vapeur 5-140 G 436, 231 H 566, 140 D 234, 030 A 629, 030 A 755, 141 C 133 et la locomotive électrique 4-BB 173. On peut également voir des grues à vapeur sur rail de 32 tonnes et 50 tonnes de charge maximale.

## Sortie
Le film, sorti alors que la France était en guerre en Indochine contre les indépendantistes, a été très vite retiré des salles en Indochine française, notamment à Saïgon ; en effet, il montrait, entre autres, comment les Résistants sabotaient des lignes de chemin de fer. Ces techniques furent rapidement comprises et mises en œuvre ensuite par le Việt Minh contre l’Armée française.

## Distinctions

### Récompenses
- Prix Méliès, 1946
- Prix du Jury International du Festival de Cannes, 1946
- Prix de la mise en scène Festival de Cannes, 1946.

### Sélection
- Sélection officielle en compétition au Festival de Cannes 1946[8].